# 多系群

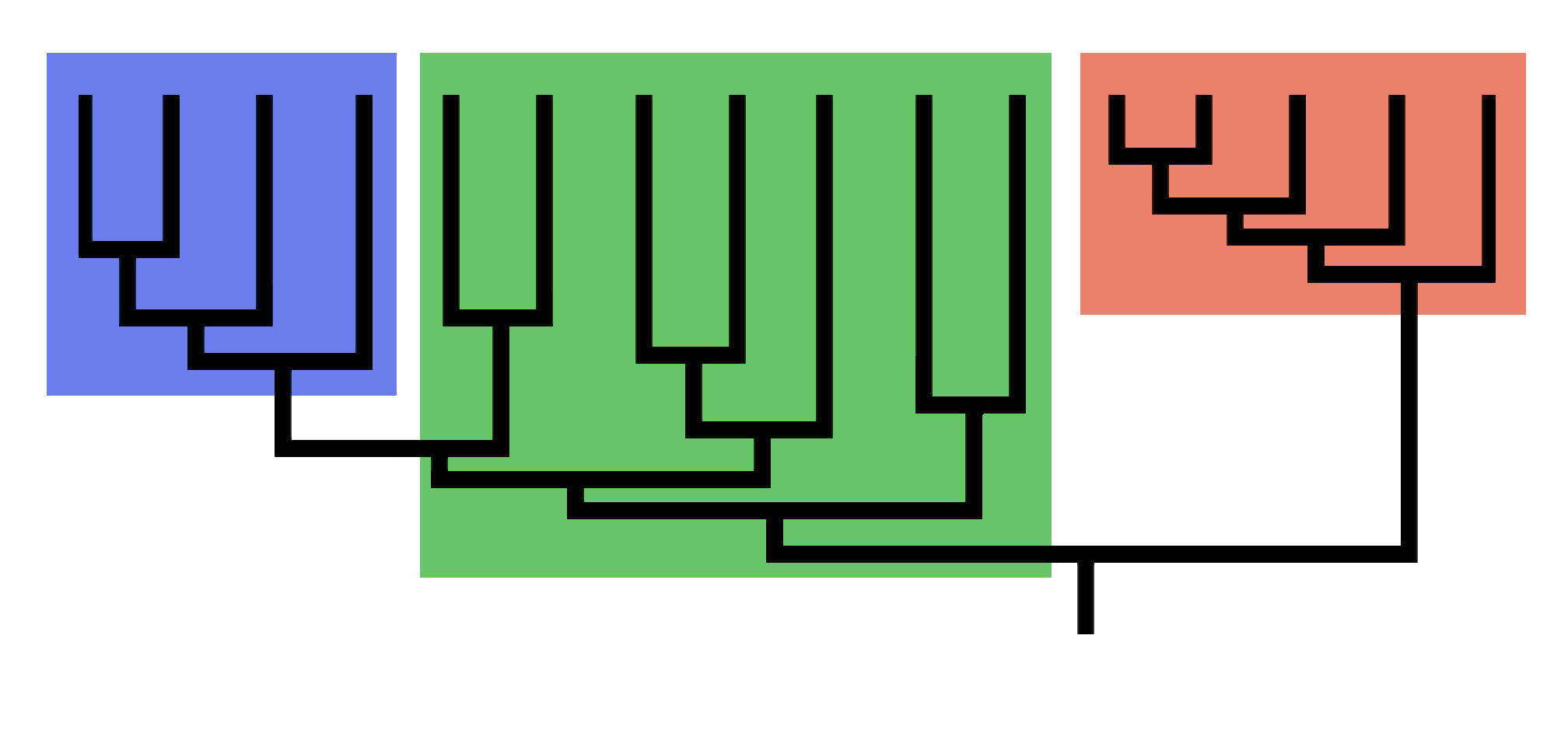
在这个系統發生樹上，假设蓝色和红色部分因具有相似的特徵而被归入一个类群，且该类群仅包含二者在内，那么它将成为一个多系群。原因是它无法聚为一支，即未能包含蓝色和红色部分的共同祖先（系統發生樹最下方的纵向线条），其内部形成了两支各自独立、互不相关的非同源类群。

多系（英文：polyphyly 或 polyphyletic）又称複系、多源或多元起源，是系统发生学上常用的概念，指某一生物类群未包含其所有成员的最近共同祖先，也即群内成员来源於不同的共同祖先。这种由来自不止一个祖先的後代所组成的类群，称为多系群或複系群（英文：polyphyletic group）。根据生物分类学界普遍认同的支序系統學观点，任何合理有效的自然分類群都应为单系群（所有成员来自一个最近共同祖先，并且该祖先的所有後代都在这个类群中），而多系群包括了两个或更多祖先的後代，因此被视作人为归并的非自然类群。
多系群中的成员往往親緣關係较远，卻因為具有趋同特徵而被歸於一類。具有趋同特徵的现象被称作同塑性，是趋同演化或平行演化造成的性狀相似性，并非由共同祖先遗传而来。典型的多系群，例如恒温动物（包括鸟类和哺乳动物）及飞行动物（包括鸟类和蝙蝠等），被研究生物表型的学者所接受，但不被支序学家或演化分类学家所接受。
与多系群和单系群相关的概念还有並系群，是指未包含一个祖先的所有後代的生物类群，同样不被视作自然合理的分类群。多系群与並系群的产生，大部分为传统认知的局限性所致，二者的主要区别在於並系群包含其内部成员的共同祖先，而多系群则不包含。与並系群一般作合并处理相对，多系群一般会进行拆分处理。随着生物分类研究的不断深入和遗传学技术的不断完善，许多过去遗留的多系群已被拆解为不同的单系群。

## 词源

脊椎动物的分支图。黄色部分为单系群蜥形纲，包含一个祖先及其所有後代（爬行动物和鸟类）；青色部分为並系群爬行纲，包含一个祖先及其部分後代（爬行动物）；红色部分为多系群恒温动物，不包含其所有成员（哺乳动物和鸟类）的共同祖先。

在英语和其他一些使用拉丁字母书写的语言中，“多系”（英文：polyphyly 或 polyphyletic）这一术语源自两个古希腊文单词：前缀（拉丁转写：polús；意为多、很多）＋词根（phûlon；属，种），指某生物类群出自多个祖先，即内部成员各自有着不同的起源。
与之对应的术语“單系”（英文：monophyly 或 monophyletic），指某生物类群由其唯一共同祖先的所有後代组成。词根与“多系”同源，前缀来自古希腊文（mónos；单独的，唯一的）。
另一相关术语“並系”（英文：paraphyly 或 paraphyletic），指某生物类群与其唯一共同祖先的其他所有後代相互分离、未被归于一类的情况。词根也与“多系”同源，前缀来自古希腊文（pará；旁边，附近）。

## 参阅
- 蟹化
- 垃圾桶分类单元